# 石川達之
石川 達之（いしかわ たつゆき、1957年3月28日 - ）は、鳥取県湯梨浜町在住の心の元気講演家。

## 略歴
消防局に勤務しながら、2001年にアルバム『こばしま』をハワイ笑歌村塾名義でリリースし、 NHK全国テレビニュース、日経新聞全国版、地元山陰放送のラジオなど各メディアで 取り上げられる。2011年3月に32年間勤務した消防局を早期退職し、同年日本メンタルヘルス協会の基礎カウンセラーの資格を取得。防災士。人権、心の健康、子育て、衛生安全テーマで歌入りの講演などを行っている。

## 活動
- BSSラジオ「どどんと土曜日、新鮮組」「日曜隠れ家ぶんしょう堂」「特盛り土曜亭ぶんしょうDON」など隔週レギュラー出演（2004年～2017年）
- 日本海新聞「打吹おろし」（2012年）「潮流」月1回執筆（2014年～2017年）

## ディスコグラフィー

### アルバム
- 「梨のうた」石川達之&竹内克文コラボアルバム

1. 梨のうた
2. Lucky Happy Life
3. 鳥取牛骨ラーメン応麺歌
4. 特急あさしお
5. 白い光あつめて

- 「おもいで」

1. ホームにて
2. なかよし音頭
3. 夏祭り
4. 思い出
5. 里帰り
6. すべてのラブソングが
7. 校庭 ～別れの歌～
8. 疑問 ～新贈答編（ライブ）～
9. 疑問 ～自動車教習所編（ライブ）～
10. 疑問 ～怒りの教習所教官編～
11. 倉吉のおじさん
12. 方言のススメ

- 「らくだ」

1. KOBUSHI（北条ボクシングジム応援歌）
2. 行方
3. らくだ
4. 君のとなりに
5. 二人で
6. ええあんばい

- 「いしかわくん」

1. 疑問 ～若葉マーク編～
2. 方言のススメ
3. プロポーズ
4. 疑問 ～結婚式編～
5. 荒ぶる魂 －郷愁の鳥取－
6. だらず
7. 新しい言葉
8. ゆっくり歩こう
9. 君のそばにいる
10. 通り過ぎる日々

- 「こばしま」

1. 僕の町
2. 疑問 ～贈答編、買い物編～
3. 中部青年団状況ラグ
4. ヒッチハイク・ブルース
5. 中部恋歌
6. 疑問 ～自動車教習所編～
7. 中部恋歌（カラオケバージョン）
8. 疑問 ～おじさん編～

## 楽曲提供
- 鳥取県交通安全協会イメージソング「安全の輪」「光れ反射材」作詞・作曲・歌唱
- SUN-IN未来ウォークテーマソング「未来（あす）へ向かって」作詞・CD制作プロディース
- 鳥取牛骨ラーメン応麺団テーマソング「鳥取牛骨ラーメン応麺歌」作詞・作曲・歌唱
- 湯梨浜学園第２校歌作曲